# مهدی بعله
مهدی بعلة (عربی: مهدي بعلة؛ زاده ۱۷ اوت ۱۹۷۸) یک ورزشکار دو نیمه‌استقامت اهل فرانسه است.